# لورن اشمیت هیسریچ
لورن اشمیت هیسریچ (انگلیسی: Lauren Schmidt Hissrich؛ زادهٔ ۱ اوت ۱۹۷۸) تهیه‌کننده تلویزیونی، و فیلم‌نامه‌نویس اهل ایالات متحده آمریکا است. وی از سال ۲۰۰۲ میلادی تاکنون مشغول فعالیت بوده‌است.